# Фатьяновская культура
Фатья́новская культу́ра (фатьяновско-балановская культурно-историческая общность) — археологическая культура III тыс. до н. э. (бронзовый век) на территории центральной России. Представляет собой локальный вариант культуры боевых топоров (шнуровой керамики). Пришла на смену волосовской культуре. Близка другим культурам шнуровой керамики: среднеднепровской, висло-неманской и прибалтийской культуре ладьевидных топоров. 
Фатьяновцы первыми принесли в лесную полосу Русской равнины животноводство. Они жили кочевьями и передвигались на повозках, перевозя на них свои лёгкие жилища. Центром кочевой территории являлось родовое кладбище. В мужских захоронениях находят сверлёные каменные топоры, орудия труда из камня и кости, глиняные шаровидные сосуды. В женских погребениях была обнаружена посуда, вещи домашнего обихода, а также украшения, в том числе из меди. 
На западе фатьяновская культура переходит в среднеднепровскую. Вероятно, носители обеих культур говорили на индоевропейском наречии, из которого позднее вырос балто-славянский праязык. Восточные памятники фатьяновской культуры (Среднее Поволжье) отдельными авторами выделяются в близкородственную балановскую культуру. Носители балановской культуры, по-видимому, принимали участие в формировании абашевской культуры, которая, в свою очередь, генетически предшествовала синташтинской культуре (праиндоиранцы). 
На основе анализа серии радиоуглеродных дат с фатьяновских памятников, охватывающих хронологический интервал от 2750 до 1900 лет до н. э., Н. А. Кренке, исходя из археологического контекста, выдвинул гипотезу о том, что время существования фатьяновской культуры определяется древней группой полученных радиоуглеродных дат — от 2750 до 2500 (2300) лет до нашей эры.

## Локализация
Во II тыс. до н. э. фатьяновцы занимали почти всю центральную (лесную) часть европейской территории России — от Псковского озера на западе до Свияги на востоке и от Пензы на юге до границ Вологодской области на севере. Центр распространения верхневолжских фатьяновцев находился в районе Ростова Великого. Территория распространения фатьяновцев: Ивановская, Владимирская, Нижегородская, Московская, Тверская, Смоленская, Калужская, Костромская, Пензенская (Озименки), Рязанская, Тульская, Орловская, Ярославская (Фатьяново, Волосово-Даниловский могильник) и Новгородская области, Чувашия (Баланово), Татарстан, Мордовия (Ош-Пандо), Москва (Боровицкий холм, парк «Зарядье», Воробьёвы горы, Царицынский парк, Давыдково).

## История обнаружения
Культура названа по могильнику, открытому в 1873 году инженером Андионом при работах в гравийном карьере у деревни Фатьяново, вблизи села Толбухино (ныне в Ярославском районе Ярославской области). Фатьяновский могильник в 1875 году исследовали археологи А. С. Уваров, Е. П. Дьяконенко и В. Б. Антонович, а затем — И. С. Поляков и А. А. Ивановский. В 1879 году фатьяновские черепа, диоритовые топоры и шарообразные сосуды были экспонатами антропологической выставки в Москве. 

## Характеристика
Фатьяновцы пришли в леса Средней России с запада, где находилась «прародина» культуры боевых топоров. К концу отводимого им в археологии периода занимали территорию от Волхова до Камы. При анализе костей фатьяновцев часто обнаруживают травмы левой руки, которой они, вероятно, прикрывались от боевых топоров соседей. Подробнее о «фатьяновском вторжении» в лесную полосу см. ниже раздел «Исторический контекст».

### Материальная культура

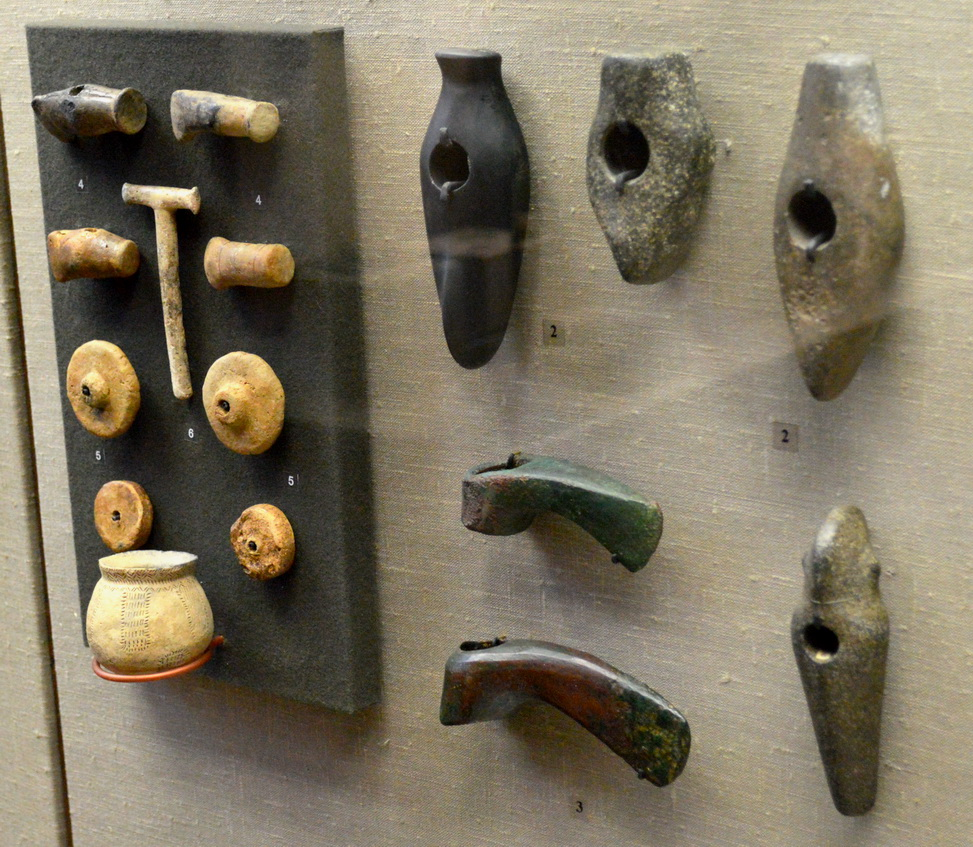
Глиняные изделия и топоры фатьяновской и балановской культур (ГИМ)

Основным занятием населения было лесное скотоводство, особенно свиноводство. В ранних могильниках в каждом погребении находят части туш свиньи. В поздних московско-клязьминских и ранних верхневолжских могильниках наряду с тушами свиней появляются части туш овец или коз, а также изделия из костей овец и коз. В самых поздних балановских могильниках (то есть на востоке ареала) находят кости также коров и лошадей. Помощником человека в хозяйстве была собака (лайка). 
Фатьяновцы широко использовали четырёхколёсные телеги. На вероятное существование подсечно-огневого земледелия на сезонных поселениях указывают отдельные находки костяных и каменных мотыг, обнаруженные при просевке почвы на стоянках зёрна проса и полбы, а также следы культурных злаков, выявленные в нагарах на горшках. Впрочем, не совсем понятно, какими из доступных им орудий фатьяновцы могли бы вырубать леса. Подспорьем в хозяйстве фатьяновцев служили охота, рыболовство, собирательство. 
Хотя разведение свиней обычно трактуется как признак оседлости, стационарные поселения (весьма немногочисленные) известны только на востоке ареала (балановская культура): это полуземляночные жилища по берегам рек, укреплённые рвами и валами. В западной (собственно фатьяновской) части ареала до начала XXI века стационарных поселений известно не было, что объясняли их расположением непосредственно возле водоёмов, которые во время половодья могли смыть их останки. В 2005 году Н. А. Кренке обнаружил на территории Москвы первую стоянку фатьяновцев, состоявшую из временных шалашей. Крайняя скудость достоверных свидетельств наличия стационарных поселений (равно как и земледелия) наводит на мысль, что — подобно носителям других культур шнуровой керамики — фатьяновцы вели преимущественно кочевой образ жизни. 
Глиняные сосуды — шаровидные, круглые, с маленьким донышком, со штампованным и нарезным узором в виде солярных знаков, ёлочек и зигзагов. Находки глиняных ложек позволили одним учёным сделать вывод, что фатьяновцы ели отварную пищу, а другим — что эти ложки использовались в цветной металлургии. Известно погребение литейщика, куда поместили использовавшийся им при жизни инвентарь. Особой популярностью пользовался мёд.

### Духовная культура
Фатьяновцев хоронили на родовых кладбищах, располагавшихся обычно на возвышенностях; при этом могилы старейшин выделяются размерами и богатством инвентаря. Покойника оборачивали шкурой или берестой и клали в прямоугольную яму (до 2 метров глубиной) с погребальным сооружением из деревянных плах, либо досок, луба, бересты, плетёнки и т. д. Сверху его покрывали легким настилом; кургана или какого-нибудь другого заметного сооружения сверху не делали. Хоронили всегда в скорченном положении, при этом мужчин, как правило, на правом боку головой на запад, юго-запад или северо-запад, а женщин на левом боку головой на восток, северо-восток или юго-восток. Иногда покойника присыпали красной краской. Часто находимые в погребениях около черепа и ног остатки кострищ и отдельные угли, указывают, предположительно, на культ огня. В фатьяновском могильнике калининской группы Новинки 2 выявлен погребальный комплекс из двух перпендикулярно расположенных погребений со столбовой оградой из 7 столбов и следами кострищ, который более характерен для абашевской культуры.
Фатьяновцы клали в могилу весь необходимый для загробной жизни инвентарь: шаровидные сосуды (видимо, с пищей), рабочие и боевые сверлёные каменные топоры (длиной до 13 см, а также топоры из меди и бронзы), кремнёвые ножи, наконечники стрел и дротиков (что характерно главным образом для Подмосковья), украшения из зубов медведя (а также кабана, волка, рыси и лисицы) и янтаря, даже куски мяса, на которые указывают находки костей. Одной из особенностей фатьяновской культуры называют захоронение животных, особенно медведей. Также обнаружены ритуальные кинжалы из костей медведя и ритуальный топор с медвежьей головой. Отсюда можно сделать вывод о наличии медвежьего культа.

## Население

### Антропология

Портреты мужчины и девушки из Тимофеевского могильника (Ивановская область). Реконструкция Г. В. Лебединской

По данным антропологических исследований, носители фатьяновской культуры принадлежали к долихокранному узколицему и высоколицему антропологическому типу с резкой горизонтальной профилированностью и сильным выступанием носа. В антропологических сериях представлены североевропейский и средиземноморский типы. Антропологический тип фатьяновцев из могильников московско-клязьминской группы с одной стороны близок верхневолжскому, а с другой — испытывает влияние юго-западных элементов. Антропологический тип верхневолжских фатьяновцев характеризуется ярко выраженной долихокранией, большим высотным диаметром, среднешироким, средневысоким и резко профилированным лицом. Фатьяновцы были высокими и длинноголовыми. Антропологи отмечают близость фатьяновцев к прибалтийскому типу представителей культуры боевых топоров и некоторое сходство с краниологической серией Средней Европы (Силезия, Чехия). У верхневолжских фатьяновцев отмечены факты трепанации черепа (Сущевский могильник), а также искусственной деформации черепа (Волосово-Даниловский могильник), что наблюдается и в могильниках Каупа (Калининградская область). Средневолжский сурско-свияжский (балановский) антропологический тип имеет смешанный характер с преобладанием средиземноморского европеоидного краниологического варианта. Основная масса населения лесостепной и степной полосы Восточной Европы эпохи бронзы, к которому относились фатьяновцы, сформировалась на стыке южных и северных европеоидов и вобрала в себя черты тех и других; в населении северной части данного ареала больше проявлялись черты северных европеоидов, в то время как в южной части — южных европеоидов.

### Палеогенетика
В 2020 году эстонские палеогенетики выделили ДНК из костных останков, собранных с ряда захоронений фатьяновской культуры в разных областях России. Было обследовано 18 мужских образцов, 16 из которых оказались носителями Y-хромосомной гаплогруппы R1a1a1-M417. Для 6 образцов из 16 Y-ДНК удалось уточнить субклад R1a1a1b2-Z93. Таким образом, они оказались носителями гаплогруппы R1a, но ветви Z93, распространённой в Центральной и Южной Азии, а не ветви R1a1a1b1-Z283, распространённой в Европе. У ярославского образца NIK008A из могильника Никульцыно 7  определён субклад R1a1a1b-Z645(xZ283). Около трети фатьяновцев имели голубые глаза и светлые волосы; 17 % имели толерантность к лактозе. 24 образца выделенной мтДНК принадлежали к митохондриальным гаплогруппам U5a, U5b2a1a, U4a1, U2e, H, T, W1c, W6, J1c1b1a, K1, K2, I1a1 и N1a1a1a2. Обнаруженная у двух  фатьяновских особей митохондриальная гаплогруппа N1a (N1a1a1a2) часто встречается у представителей культуры линейно-ленточной керамики (LBK), но до сих пор не обнаружена у особей ямной культуры. В ходе другого исследования были проверены данные по частоте аллеля толерантности к лактозе rs4988235-A во всём ареале культур шнуровой керамики, в результате чего обнаружена гораздо более низкая его частота, чем считалось ранее — от 0 % до 1,8 %. По мнению авторов, взрывной рост его частоты начался позже, в эпоху железа, и не связан с экспансией степного генофонда, где в эпоху бронзы его частота была столь же низкой.
У трёх образцов из погребений Волосовско-Даниловского могильника №№ 22, 24, 57 определили Y-хромосомную гаплогруппу R1a1a1-M417>R1a1a1b-S224. У ярославских образцов и у индивидов из Ойлау (культура шнуровой керамики, Германия) значения аллелей по 10 локусам совпадают, а по 4 локусам различаются на единицу.

## Исторический контекст, генетические и этнические связи
Фатьяновская культура входила в большую историко-культурную общность культур боевых топоров / шнуровой керамики, относимую большинством исследователей к индоевропейской семье народов (возможно, неразделённая протобалто-славяно-германская общность). 

По предположению Д. А. Крайнова, отдельные группы влившихся в фатьяновскую культуру племён ранее обитали в Висло-Рейнском междуречье, Верхнем и Среднем Поднестровье. К моменту проникновения в район междуречья Волги и Оки ранних фатьяновцев здесь жили поздненеолитические племена, принадлежащие к белёвской и волосовской культурам. Крайнов считал, что фатьяновские племена первоначально попали в родственную среду потомков северных индоевропейцев и лишь в более позднее время они были окружены враждебными племенами. 

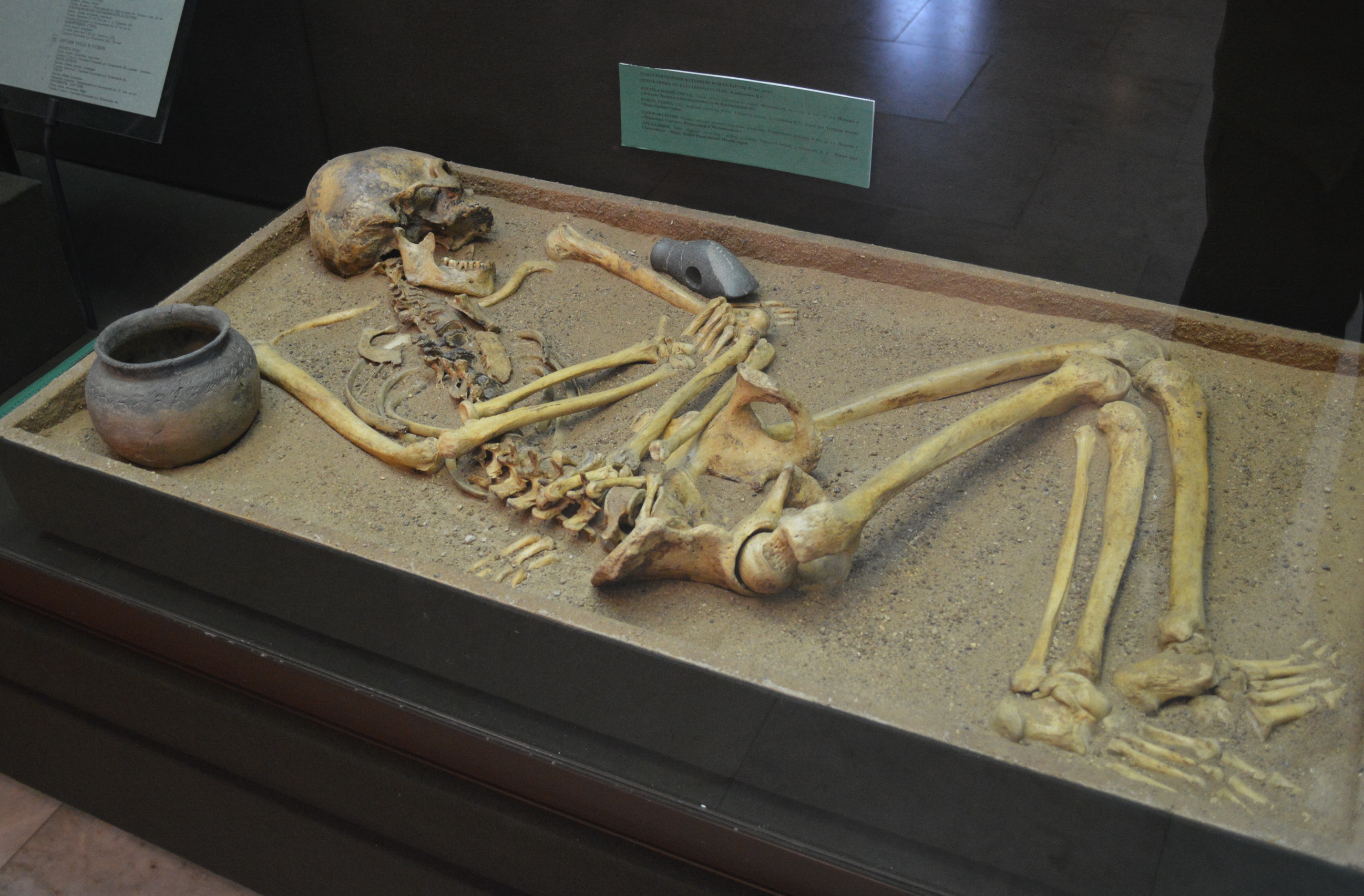
Захоронение фатьяновского времени

Проникновение фатьяновцев на территорию, занятую волосовскими племенами, тоже не всегда проходило мирно. Так, в могильнике Николо-Перевоз-I на реке Дубне найдено коллективное погребение фатьяновских воинов из 9 человек, убитых волосовскими стрелами — между позвоночными и рёберными костями некоторых погребённых обнаружены кремнёвые наконечники стрел, в других могилах причиной смерти воинов были проломы черепа боевыми топорами. Кроме того, о столкновениях свидетельствуют и коллективные погребения убитых фатьяновцев в Болшневском и других могильниках, и коллективные погребения убитых волосовцев В научной литературе остается дискуссионным вопрос о том, заимствовали ли культуру друг друга волосовцы и фатьяновцы, но на неолитических стоянках в слоях с поздневолосовскими культурными остатками известны находки фатьяновской посуды, топоров и других вещей. Местное население заимствовало у фатьяновцев разведение скотоводства, приёмы металлообработки, отдельные элементы орнамента посуды, обряд погребения и пр. На многих поздневолосовских стоянках имеются следы смешения волосовской и фатьяновской культур, как в Волго-Окском междуречье, так и в Среднем Поволжье.
По мнению А. В. Уткина и Е. Л. Костылёвой, скотоводы-фатьяновцы, появившись на территории волосовцев со своими стадами, принесли на эту территорию новые инфекционные заболевания, но и сами получили от волосовцев их инфекции, в результате чего население стало вымирать целыми посёлками, о чём свидетельствуют хронологически одновременные коллективные захоронения на волосовских и фатьяновско-балановских кладбищах без признаков насильственного умерщвления.
Выявленные факты разграбления и разрушения могил фатьяновцев на поздней стадии существования фатьяновской культуры (Волосово-Даниловский, Горицкий, Фатьяновский, Мытищинский и другие могильники) подтверждают гипотезу о столкновениях фатьяновцев с племенами новых пришельцев (вероятно,  угро-финнов, о миграции которых в Европу см. сейминско-турбинский феномен). В основном фатьяновцев ассимилировали носители культуры текстильной керамики. Тем не менее следы фатьяновцев прослеживаются и в более поздних культурах развитой бронзы и раннего железа: неоспоримо, что фатьяновская культура стала одним из самых важных компонентов последующих культур лесной полосы Восточной Европы.
На западе популяции фатьяновской культуры положили начало днепро-двинской и юхновской культурам железного века. В восточных районах (на Средней Волге, Вятке и Ветлуге, то есть в районах нахождения медистых песчаников) пришельцы-балановцы перемешались с местными племенами волосовской культуры, образовав смешанную чирковскую культуру. В Волго-Окском междуречье фатьяновцы прекращают своё существование с появлением здесь племён абашевской культуры, культуры «текстильной» керамики и поздняковской культуры (конец II тыс. до н. э.). В результате сложного смешения и взаимодействия потомков культуры с ямочно-гребенчатой керамикой, поздневолосовской, фатьяновской, абашевской, поздняковской и культурой «текстильной» керамики на территории центра Русской равнины образовались ранние городищенские культуры (дьяковская, городецкая, ананьинская, юхновская, штрихованной керамики и др.). Пережитки фатьяновской культуры прослеживаются в Волго-Окском междуречье вплоть до исторических времён, особенно в культуре ярославской мери.
Р. Я. Денисова на основе изучения антропологических материалов из погребений фатьяновской культуры пришла к выводу, что её носители являются восточной ветвью протобалтов. Лев Клейн предположил, что потомки фатьяновского населения — днепровские балты, в частности голядь. Также он видит сходство фатьяновской культуры с культурой ладьевидного топора Швеции и Норвегии. В издании Института этнографии имени Н. Н. Миклухо-Маклая Академии наук СССР «Народы Европейской части СССР» (1964) прямо утверждается, что голядь происходила от фатьяновцев.